# Lilandra
Lilandra Neramani è un personaggio dei fumetti della Marvel Comics. È stata una principessa e poi la sovrana dell'Impero intergalattico degli alieni Shi'ar ed è stata a lungo l'amante e per un certo periodo la moglie del professor Charles Xavier (il leader e fondatore degli X-Men) dal quale avrà anche una figlia, Xandra.

## Biografia
Sorella di Deathbird e D'Ken, ottiene il ruolo di ammiraglio della Guardia Imperiale, ma si ribella al fratello D'Ken, che è un crudele dittatore, soprattutto dopo aver scoperto che costui intendeva appropriarsi del Cristallo M'Kraan per scopi nefasti. Lilandra scappa dal suo pianeta dirigendosi verso la Terra nella speranza di ricevere aiuto dai tanti supereroi che vi abitano, e troverà un alleato in Xavier, provando a contattarlo più volte attraverso la telepatia. Verrà catturata da Davan Shakari, ma fortunatamente verrà salvata dagli X-Men e dai Predoni Stellari; infine con l'aiuto degli X-Men riesce a spodestare D'Ken esiliandolo via dal loro pianeta.
Divenuta imperatrice, sposa Xavier il quale diventa il consorte reale, ma la sorella Deathbird con un colpo di stato riesce a usurpare il trono e Lilandra viene esiliata; tuttavia, contando nuovamente sull'aiuto del marito e dei Predoni Stellari, si riprende il trono, sicché l'esilio viene annullato.
In seguito alla conclusione della guerra contro gli alieni Kree decide di nominare Deathbird viceré, e temendo delle ritorsioni sui Vendicatori da parte dei Kree dato il loro contributo nella guerra, manda sua nipote Deathcry (figlia di Deathbird) sulla Terra affinché dia loro protezione.
Purtroppo nonostante Lilandra sia un'imperatrice benvoluta che crede nella pace, il suo regno si rivela fin troppo instabile, anche perché gli alieni Skrull hanno cercato di infiltrarsi nel governo degli Shi'ar. Inoltre il consiglio ha ufficialmente sciolto il matrimonio con Xavier. Lilandra verrà tradita da Araki e K'Tor, che segretamente complottavano con D'Ken, il quale con un colpo di stato si riprende il trono di imperatore degli Shi'ar, benché poi D'Ken venga ucciso dal mutante Vulcan che sposa Deathbird diventando il nuovo imperatore degli Shi'ar. Inutili sono stati i tentativi di Lilandra di opporsi a Vulcan, pur avvalendosi dell'aiuto dei Predoni Stellari. Lilandra verrà uccisa da Darkhawk il quale era manovrato dal Cristallo Raptor.

## Poteri e abilità
Come tutti gli Shi'ar Lilandra possiede una forza fisica superiore rispetto a quella di un essere umano. Inoltre è un'ottima combattente, addestrata negli stili di lotta del suo popolo, e anche nell'uso dell'arsenale di armi del suo impero; a volte fa pure uso di una speciale armatura da combattimento, costituita da un materiale sconosciuto.
Possiede anche delle capacità come telepate, anche se la portata di questo suo potere non è mai stata ben chiarita. È anche un'esperta pilota di astronavi aliene.

## Altre versioni

### Age of Ultron
Pur non comparendo nella saga, è stato rivelato che la principessa Shi'ar è stata uccisa da suo fratello D'Ken, quando lei cercò di impadronirsi del Cristallo M'Kraan.

### MC2
In questa versione l'impero di Lilandra è stato distrutto da Galactus, ciò che è successo poi a Lilandra rimane sconosciuto.

### Ultimate
Appare pure una versione Ultimate del personaggio, lei non è la principessa di un popolo alieno, ma un membro di una congrega religiosa che venera la Fenice.

## Altri media
- Nella serie animata Insuperabili X-Men, la storia di Lilandra è molto simile a quella dei fumetti, lei giunge sulla Terra in cerca di aiuto per affrontare il suo malvagio fratello D'Ken, trovando degli alleati negli X-Men, iniziando a maturare un interesse amoroso per il Professor X.
- Appare in un episodio della serie Hulk e gli agenti S.M.A.S.H. dove presenzia a un trattato di pace tra il suo impero e quello Kree.